# Эд I де Блуа
Эд I де Блуа (около 950 — 12 марта 996 или не ранее февраль 995 и не позднее июль 995, аббатство Мармутье-ле-Тур) — граф Блуа, Шартра и Тура с 978 года, граф Дрё с 990 года, граф Бове, Реймса, Шатодёна и Бри с 974 года, сограф Труа, Мо и Провена с 983 года.
Сын Тибо Плута, графа Блуа, и Литгарды де Вермандуа. Один из самых могущественных феодалов Франции времён Гуго Капета.

## Биография

### Правление
Эд I родился между 945 и 950 годами.
Он продолжил спор своего отца с архиепископом Реймса за замок Куси и в 965 году получил его от архиепископа Одельрика в качестве лена.
В 970-х годах он вмешался в конфликт, разгоревшийся в герцогстве Бретань. Он принял сторону графа Ренна Конана, и тем самым укрепил влияние своей семьи на этой территории.
От каролингского короля Лотаря получил титул пфальцграфа, который с этих пор становится наследственным в его семье. Подобно своим двоюродным братьям Гербертинам, Эд принял сторону Каролингов против Робертинов. В 988 году он помог Карлу Лотарингскому во взятии Лана, ранее принадлежавшего его отцу Тибо Плуту.
В 991 году Эд, соблазнённый возможностью захвата Мелёна, покинул лотарингскую партию перед Дрё и осаждает Мелён, который принадлежит верному приверженцу Гуго Капета, Бушару Почтенному. Против Эда организовался союз в составе Гуго Капета, Ричарда I Нормандского и Фулька III Нерры, зятя Бушара. Перед лицом этой коалиции Эд вынужден снять осаду и уйти ни с чем.
Позже получил от Гуго Капета титул светского аббата Сен-Мартен де Тур и Мармутье, который стал фамильной усыпальницей графов Блуа.
В 995 году, уже участвуя в вооружённом конфликте с Конаном I Бретонским на своей шартрской границе, Эд начал войну с графом Анжуйским Фульком III Неррой.
Примерно в это время в Турени Эд возвёл донжон в замке Ланже — одно из первых фортификационных сооружений того времени, построенных из камня.
Эду I удалось создать союз, в который вошли супруг его сестры герцог Аквитании Гильом IV, граф Фландрии Бодуэн IV Бородатый и бывший его враг, герцог Нормандии Ричард I. Зимой 995—996 годов они осадили замок Ланже, где скрывался граф Фульк III Анжуйский. Однако последнего выручил король Франции Гуго Капет, придя к нему на помощь и сняв осаду.
Вскоре после этой неудачной осады Эд I де Блуа заболел и удалился в аббатство Мармутье-ле-Тур. Здесь он и умер в четверг 12 марта 996 года. Гуго Капет пережил его всего на несколько месяцев, скончавшись 24 октября 996 года.
Спустя несколько месяцев (в октябре 996 или начале 997 года) его вдова Берта Бургундская вновь вышла замуж. Её супругом стал король Франции Роберт II, сын Гуго Капета.

### Семья и дети
Жена: (с 982) Берта Бургундская (964—1017), дочь Конрада III Тихого, короля Бургундии и французской принцессы Матильды, дочери короля Людовика IV. Дети:
- Роберт (ум. 989/995);
- Тибо II де Блуа (985—1004), граф Блуа;
- Эд II де Блуа (990—1037), граф Блуа;
- Роже де Блуа, епископ Бове;
- Тьерри (ум. 1296/1101);
- Ландри (ум. после 1007);
- Агнес де Блуа; муж: Жоффруа II (ум. 1055), виконт де Туар;
- Берта.

## Примечание
1. 1 2  http://www.manfred-hiebl.de/mittelalter-genealogie/tetbaldiener/odo_1_graf_von_chartres_tours_996.html
2. 1 2  Lundy D. R. Cunigunde d'Auvergne // The Peerage (англ.)
3. 1 2  Foundation for Medieval Genealogy (англ.)
4. ↑  По другим данным, Эд умер в 995 году.